# إبكتيتوس
إبكتيتوس (باليونانية: Ἐπίκτητος، بالإنجليزية: Epictetus؛ 55م-125م أو 130م) فيلسوف رواقي روماني، قال أن معين السعادة هو النفس لا الأشياء الخارجية. دعا إلى الأخاء، ولم يكتب شيئاً، فروى عنه تلميذه آريانوس. ينتمي إلى المدرسة الفلسفية التي أسسها زينون الرواقي صاحب نظرية المدينة الكونية.

## حياته
كان إبيكتيتوس عبداً لأفروديت عتيقة «نيرون». وتعلم الحكمة على الفيلسوف الرواقي موزُنيوس روفوس لكنه أعتق بعد وفاة «نيرون» عام 68م. وفي عام 89م نفاه الإمبراطور الديكتاتور دوميتيانوس من روما فرحل إلى مدينة نيكوبوليس حيث قضى بقيّة عمره يعلم الفلسفة ومات فيها.

## ميراثه

### مؤلفاته
المعروف عن إبيكتيتوس أنه لم يخلف كتباً، لكن تعاليمه وصلتنا عن طريق تلميذه آريانوس الذي جمعها في كتابين هما:
1. المحادثات المؤلف من أربعة أجزاء
2. الدليل المختصر.

### تعاليمه
وأهم تعاليمه الأخلاقية موجودة في نظريته حول الواجبات التي يضعها في ثلاثة أصناف هي: واجبات نحو الذات، وواجبات نحو الآخرين، وواجبات نحو الله.
1. فالواجبات نحو الذات تعني العناية بطهارة الجسد والروح، وطهارة الجسد بالماء، أما طهارة الروح فتكون بتجنّب الآراء السيئة عن الأشياء الخارجية التي تلوّث الروح، وبالاعتصام بالآراء المنسجمة مع الطبيعة أو العقل. لذلك كان يقول وهو عبد: إنه حر.
2. أما الواجبات نحو الآخرين فهي ممارسة الإنسان طبيعته الاجتماعية بوصفه عضواً في دولة هي جزء من الدولة العالمية، ويقول: «من أجل الكل (أي المجتمع) عليك أن تتعرض للمرض أحياناً، للترحال والأخطار أحياناً، وللعوز أحياناً، وللموت المبكر أحياناً».
3. وأما الواجبات نحو الله فتقوم على أساس الاعتقاد بأن العالم مدينة كونية واحدة يقيم فيها البشر والآلهة معاً.

وينقسم مذهب ابكتيتوس إلى الفيزياء، والمنطق، والأخلاق. ويكمن جوهر مذهبه في الأخلاق، وخاصةً في دعوته للحرية الداخلية.
ويؤمن ابكتيتوس أن السيد يمكن أن يصبح عبداً لهواه، والعبد يمكن أن يصبح حراً في استقلاله الروحي الداخلي؛ ومع ذلك فإن هذه الحرية لا يمكن تحقيقها بتغيير العالم. فليست الأشياء ذاتها، بل الأفكار التي يكونها الإنسان عنها هي التي تجعله سعيداً؛ الخير والشر ليسا كامنين في الأشياء بل مواقفنا تجاه هذه الأشياء، إذاً فحسب رأي ابكتيتوس فأن تكون سعيداً هو مسألة إرادة.

## تأثيراته
لقد كانت فلسفة ابكتيتوس هذه تعبر عن الاحتجاج السلبي للمقهورين ضد النظام العبودي، وقد أثرت هذه الفلسفة في المسيحية، وفي روسيا كان يدعوا إليها تولستوي وأنصاره.

## روابط خارجية
- إبكتيتوس على موقع الموسوعة البريطانية (الإنجليزية)
- إبكتيتوس على موقع ميوزك برينز (الإنجليزية)
- إبكتيتوس على موقع إن إن دي بي (الإنجليزية)
- إبكتيتوس على موقع ديسكوغز (الإنجليزية)